# Sergio Santos (Fußballspieler, 2001)
Sergio Santos Fernández (* 3. Januar 2001 in Leganés) ist ein spanischer Fußballspieler, der aktuell für Real Madrid spielt.

## Karriere

### Verein
Sergio Santos begann bei Pérez Galdós mit dem Fußballspielen und wechselte über den CD Leganés 2012 zu Real Madrid. Bei Real durchlief er außer der U13 alle Jugendteams. Bei der UEFA Youth League 2019/20 gewann Santos mit Real den Titel. Im Jahr 2020 wechselte er in Reals Madrids Reserveteam. Sein erstes Ligaspiel in der Primera División absolvierte Santos beim 6:1 gegen Real Mallorca, als er in der 80. Spielminute für Nacho eingewechselt wurde.

### Nationalmannschaft
Santos absolvierte sein erstes Länderspiel bei der Qualifikation zur U-17-Europameisterschaft 2018 für die spanische Mannschaft gegen Albanien. Danach kam noch ein weiterer Einsatz in der Qualifikation hinzu, allerdings wurde Santos nicht für die U-17-Europameisterschaft nominiert. Für die U-19-Junioren und U-20-Junioren kamen weitere Einsätze in Freundschaftsspielen hinzu.

## Erfolge
- Spanischer Meister: 2022
- UEFA-Youth-League-Sieger: 2020